# Deklica in Kač
Deklica in Kač je slovenska ljudska pripovedka, ki jo je napisal slovenski pisatelj Lojze Zupanc.

## Vsebina pravljice
Deklica je ostala sama, saj sta njena starša utonila v Savinji. Ker ni pazila kod hodi, se je izgubila v gozdu. Rada bi prišla domov, zato je spraševala za pot različne živali: zajčka Kratkorepca, žabo Zelenbabo, nazadnje je naletela na očeta Kača. Ta ji je potožil, da ga je žena pustila samega z mladiči in da nima nikogar, ki bi jih grel. Dogovorita se, da bo deklica grela kačje mladiče, on pa ji bo v zameno pokazal pot do doma. Ko je deklica svoj del dogovora izpolnila, ji je Kač dal zlat oreh. Strla ga je, metulj, ki je zletel iz njega iz njega zletel, pa ji je pokazal pot domov .

## Analiza
- Književni prostor: revna hiša ob Savinji
- Književni čas: ni natančno opredeljen
- Književne osebe:

glavne: oče Kač, deklica
stranske: drevesa, zajec Kratkorepec, žaba Zelenbaba

Posamezne slogovne značilnosti:
- okrasni pridevki: revna bajta, širok svet, predolgi uhlji, zelena žaba, polno gnezdo, kačji grad, topla sapa, mladi kačci, zlat oreh;
- pomanjševalnice: sirotica, zajček, žabica, metuljček, bajtica;
- primerjava(komparacija): metulj, pisan kakor mavrica;
- rime: kača zvijača, žabica kvakica;
- personifikacija: vse živali so v dialogu z deklico.

Motivi
- Motiv živalskega ženina, izgubljenost deklice, revščina

## Motivno-tematske povezave
- Sedem let pri beli kači (1980, Babica pripoveduje)
- Bela kača s kronico (1980, Babica pripoveduje)
- S kačo se je oženil
- Začarana kača
- Zakleti grad (1957)
- Janček Ježek (1992, Slovenske ljudske pravljice, urednik Niko Grafenauer)
- Sin jež (1990, Rodna gruda)